# ワン・ツウ アタック!
『ワン・ツウ アタック!』は、1971年に東宝の制作により、東京12チャンネル（現・テレビ東京）で放送されていたテレビドラマ。1971年4月3日～6月26日放送、全13話。
なお本項では、この続編となったテレビドラマ『レッツ・ゴー ミュンヘン!』（1971年7月3日～10月2日放送、全11話）についても解説。
放送時間は両番組とも、毎週土曜日20:00～20:55。

## 概要・ストーリー
原作は両作品共に、日紡貝塚女子バレーボールチームに所属していた1964年に東京オリンピックの女子バレーボール代表選手として出場し、東洋の魔女と呼ばれた一人である谷田絹子と、小泉志津男との共著による著書『栄光へのスパイク』（ルック社・刊）。
主人公・伴久美子（愛称・バンビ）は、東都高校卒業後にジャガー工業バレーボール部監督の松岡にスカウトされる形でジャガー工業に入社。松岡率いるチームに入り、背の低さを克服すべく努力を重ねていく。
1971年7月3日からは、ミュンヘンオリンピックでの栄冠を目指すというストーリーを前面に打ち出し『レッツ・ゴー ミュンヘン!』と改題、太洋紡、武蔵大和など多くのライバルチームと対戦する全日本リーグ戦がドラマの中心の一つとなる。
撮影に際して、代役やスタントマンなど吹き替えは一切使わないという方針のもとで行われた。

## キャスト
（※） - 『レッツ・ゴー ミュンヘン!』からの出演

### ジャガー工業
バレーボール部
- 伴久美子：大田黒久美
- 松岡弘太朗（監督）：竜崎勝
- 早田絹代（キャプテン）：西恵子
- 浜口敬子：岸ユキ - 久美子の高校の先輩。
- 小野静子：田中真理
- 加藤みつ子：三枝美恵子
- 内野ひろみ：夏川圭
- 佐々木エツ：杉本マチ子
- 北沢真理：右京千晶
- 岩本茂巳：田中智子
- 酒井嘉代子：柴田昭子
- 山岸奈々：臼間香世
- 北見花子（マネージャー）：十勝花子
- 三宅和江：伊藤めぐみ
- 村山真理：中山麻理（※）
- 一条薫：山田はるみ（※）

その他
- 前田社長：有島一郎
- 三島人事部長：人見明
- 女子寮世話人：左卜全[2]
- 西沢甚六（女子寮炊事係）：西條康彦
- 柴田専務：菅原謙次（※）
- 前田陽子（社長令嬢）：島かおり（※）

### 太洋紡
バレーボール部
- 山内監督：杉江廣太郎
- 大西理加：早乙女ゆう - 久美子とは高校時代からの友人で、高校のバレーボール部ではアタッカーコンビを組んでいた。
- 林敏江（キャプテン）：林マキ
- 小宮正美：皆川妙子 - 第2話でジャガー工業から太洋紡へ移籍。『レッツ・ゴー ～』から再びジャガー工業へ。
- 西沢めぐみ：坂本幸子
- 木戸妙子：川崎陽子
- 速水：いぬいなおみ

### その他
- 久美子の母：水戸光子 - 豆腐屋を経営。
- 伴健一（久美子の兄）：花田豪
- 三郎（伴豆腐店店員）：矢野間啓治
- 和泉徹：山内賢 - 設計技師で、久美子の恋人。
- 芸者・菊千代：黒沢のり子
- 汪（九州ラーメン店「吉四六」店員）：青空はるお
- 陳（九州ラーメン店「吉四六」店員）：青空あきお
- 辻井（ルポライター）：堺左千夫
- 沢田（肉屋）：木村豊幸（※）
- 黒須監督（武蔵大和バレーボール部）：夏八木勲（※）
- ナレーション：納谷悟朗／八代駿（『ワン・ツウ ～』のみ）

## 主題歌
- 『ワン・ツウ・アタック!』（『若い太陽』[3]） - 作詞：伴田充／作曲：いずみたく／編曲：親泊正昇／歌：いぬいなおみ
- 挿入歌『青春の丘』 - 作詞：岩谷時子／作曲：いずみたく／編曲：親泊正昇／歌：いぬいなおみ

## スタッフ
- プロデューサー：吉田精弥、近藤伯雄（東京12チャンネル）
- 原作：谷田絹子、小泉志津男「栄光へのスパイク」
- 脚本：石森史郎、池田一朗
- 演出：土居通芳、土屋統吾郎
- 音楽：いずみたく
- 制作：東宝株式会社、東京12チャンネル

## サブタイトル

### ｢ワン・ツウ アタック!｣
| 回数 | 放送日       | サブタイトル           | ゲスト |
| ---- | ------------ | ---------------------- | --- |
| 1    | 1971年4月3日 | 跳べジャガー!          | 長門裕之（久美子の夢の中の日本・ソ連戦の主審） 河西昌枝（バレーボール部の先輩） 大村千吉（守衛）                                                                                            |
| 2    | 4月10日      | 泣くもんかバンビ!      | 中沢治夫（小宮秀一 ＝正美の弟） 塩沢とき（料亭の女将） |
| 3    | 4月17日      | 恐怖の魔球             | |
| 4    | 4月24日      | 青春はまっしぐら!      | 清水将夫（外科医・長沢） 月丘千秋（大西ユミエ ＝理加の母） 村田知栄子（桑原ちゅう ＝大西理加の実母） 相原ふさ子（大西典子 ＝理加の妹） 渚健二（不良仲間の親分・新井）、中村俊男（不良仲間） |
| 5    | 5月1日       | スパイは誰だ!          | |
| 6    | 5月8日       | 素っ裸の娘たち         | 江戸家猫八（山岸善三 ＝奈々の父でタクシー運転手） 三角八朗（山岸善三の同僚） 八代駿（山岸善三の同僚）                                                                                       |
| 7    | 5月15日      | 涙をふッ飛ばせ         | 柳谷寛（早田絹代の父） 市川寿美礼（早田絹代の母） 船戸順（木下）、永井柳太郎（漁師） |
| 8    | 5月22日      | どろんこ修業           | 南利明（ワールドレイヨン宣伝部長・大田） 佐竹明夫（医師） 西田昭市（モデルプロダクションマネージャー）                                                                                      |
| 9    | 5月29日      | 打ち込め! スピンボール | 松村達雄（佐々木エツの父） 笠置シヅ子（佐々木エツの母） 石田茂樹（ジャガー工業課長・若林） 永谷悟一、松尾文人、三田松五郎（以上、債権者役）                                                 |
| 10   | 6月5日       | 負けてたまるか!        | 石山健二郎（岩本北光 ＝茂巳の父で寺の住職） |
| 11   | 6月12日      | 秘密兵器は何だ?        | 木田三千雄（豆腐屋の主人） 畠山麦（養豚業者） |
| 12   | 6月19日      | ジャンボをぶっ飛ばせ!  | 増田順司（会社の専務） |
| 13   | 6月26日      | 激突!                  | 真屋順子（山内英子 ＝山内監督の妻） 浦辺粂子（山内監督の母） 清水元（バレーボール協会会長） 村越伊知郎（全日本選手権の表彰式司会）                                                          |

### ｢レッツ・ゴー ミュンヘン!｣
| 回数 | 放送日       | サブタイトル                | ゲスト |
| ---- | ------------ | --------------------------- | --- |
| 1    | 1971年7月3日 | 魔の円盤ボール              | 人見清（レストラン支配人）、東八郎（警官） 原田健二（警官）、曾我廼家一二三（主任警部） 花村えいじ（守衛）、矢田耕司（実況アナウンサー）                |
| 2    | 7月10日      | 恐怖の殺人スパイク          | 北浦昭義（記者） |
| 3    | 7月17日      | 魔球へのアタック!           | 中沢治夫（小宮秀一 ＝正美の弟） |
| 4    | 7月24日      | 狼との対決                  | 灰地順（刑事） 高森玄（強盗殺人犯・中野正己） 伊藤久哉（カーフェリー船長）                                                                              |
| 5    | 8月14日      | オリンピックへのパスポート  | 野村昭子（女中・タキ） 逗子とんぼ（ジャガー工業宮崎出張所所長・青島）                                                                                   |
| 6    | 8月21日      | 死んでも負けるな            | 土田早苗（牧野麻子 ＝日南平和養護院保母） 太宰久雄（肉屋の主人）                                                                                        |
| 7    | 9月4日       | 幽霊がやってきた            | 土田早苗（牧野麻子） 山田康雄（実況アナウンサー） |
| 8    | 9月11日      | 金メダルへの激闘!           | |
| 9    | 9月18日      | バレーボール一直線          | 三條美紀（村山加代 ＝真理の母）、今井健二（タクシー運転手） 辻しげる、浜田ゆう子                                                                        |
| 10   | 9月25日      | サンダーボール誕生          | |
| 11   | 10月2日      | 世界に挑めサンダー・ボール! | 柳永二郎（バレーボール協会会長・前川） 清水将夫（バレーボール協会理事長・島村） 三條美紀（村山加代） 小林夕岐子（高野かおり）、藤吉次郎（アナウンサー） |

## 放送局
- 東京12チャンネル：土曜 20:00 - 20:56
- 青森放送：月 - 金曜 16:00 - 16:56[4]
- 山形テレビ：日曜 17:00 - 17:56　※最終話のみ、土曜 16:00 - 16:56に放送。[5]
- 仙台放送：日曜 15:00 - 15:56[6]
- 福島テレビ：金曜 16:00 - 16:56[7]
- 中京テレビ放送：月曜 19:00 - 19:56
- 近畿放送 ：月曜 19:00 - 19:56
- サンテレビ：月曜 19:00 - 19:56
- RKB毎日放送：土曜 14:00 - 14:56
- RSK山陽放送：日曜
他[8]